# ألبرتو كرين
ألبرتو كرين (بالإنجليزية: Alberto Crane) هو فنان قتال مختلط أمريكي، ولد في 14 يوليو 1976 في سانتا فيه في الولايات المتحدة.

## وصلات خارجية
- ألبرتو كرين على موقع يو إف سي (الإنجليزية)
- ألبرتو كرين على موقع شيردوغ (الإنجليزية)
- ألبرتو كرين على موقع IMDb (الإنجليزية)
- ألبرتو كرين على موقع قاعدة بيانات الفيلم (الإنجليزية)